# Музей Шолом-Алейхема
В литературе на языке идиш особое место принадлежит выдающемуся писателю Соломону Рабиновичу, который вошёл в историю мировой литературы под псевдонимом «Шолом-Алейхем», что в переводе значит — мир вам. Он был одним из тех, кто язык народа превратил в язык литературный и стал общепризнанным национальным писателем восточноевропейского еврейства. Его имя тесно связано в общественном сознании с языком идиш, однако он начинал писать на древнееврейском языке — иврите.

## Биография писателя
Шолом-Алейхем родился 2-го марта 1859 года в небольшом местечке Переяславе, входившем в черту оседлости. Но молодого провинциала манил Киев. Не имея печально известного права на жительство для евреев, живущих вне черты оседлости, живя в Киеве, он прятался от полицейских облав. Позднее в своих произведениях он назовет этот город «Егупцем» — Маленьким Египтом, (в древности страна, где в горниле рабства евреи закалились и стали народом).
В Киеве писатель жил с 1897 года по 1905 год. Трагические события 1905 года — еврейский погром — заставили его уехать из города, с которым связан один из самых плодотворных периодов его творчества.

## История музея
Музей Шолом-Алейхема, открывшийся 2-го марта 2009 года по ул. Красноармейской №5 — первый государственный музей на территории современной Украины еврейской тематики. Создание такого музея вполне закономерно. Судьбы еврейского и украинского народов соединены на протяжении многих веков, и во многом сходны судьбы украинских и еврейских писателей.

## Экспозиция музея
Экспозиция музея — рассказ о жизни и творчестве выдающегося писателя, публициста, общественного деятеля, а также о духовной и материальной культуре еврейского народа.
Хочется надеяться, что Музей привлечет внимание владельцев собраний иудаики. Еврейские бытовые и обрядовые предметы из частных коллекций значительно обогатили бы экспозицию. (Разумеется, права собственности владельцев этих предметов будут зафиксированы соответствующими документами, а имена обозначены на табличках).

## Творчество
Творчество Шолом-Алейхема охватывает период с 70-х — 80-х годов XIX- го века до начала Первой мировой войны. Он умер в США в 1916-году.
И в наши дни не утрачен широкий общественный интерес к творчеству писателя, который рассказал о жизни еврейского местечка, о представителях культуры идиш — языка, на котором к концу XIX века разговаривали 97 процентов евреев обширной Российской империи.